# De Bruijn in Wijnen Anno 1772
De Bruijn in Wijnen Anno 1772, tot 2022 P. de Bruijn Wijnkopers, is een Nederlandse bedrijf dat wijn in - en verkoopt. Het bestaat sinds 1772. In 1952 ontving de firma het predicaat hofleverancier. De Bruijn handelt onder andere in exclusieve Franse wijnen.

## Geschiedenis

### 1772-1954
In 1772 vestigde Stephan Petrus de Bruijn (1754-1834) zich als wijnkoper P. de Bruijn Wijnkopers in Overlangel. Overlangel was toen de overslagplaats voor Oost-Brabant, en wellicht moet men hierin de oorzaak zoeken van de vestiging. Deze overslag bracht namelijk talrijke vervoersgelegenheden naar verschillende plaatsen met zich mee, een voordeel dat in die dagen niet hoog genoeg kon worden gewaardeerd. In 1834 overleed de oprichter. Het wijnbedrijf werd overgenomen door zijn zoon Petrus Ignatius. Ook hij bleef met zijn wijnhandel in Overlangel. Hij werd opgevolgd door zijn zoon Leonardus Franciscus, die het bedrijf naar Ravenstein verplaatste. In 1880 werd de wijnhandel uiteindelijk naar Nijmegen overgebracht. Het bedrijf vestigde zich in de Muchterstraat, aan rivier de Waal, wat gunstig was voor de aanvoer van wijn uit Duitsland en Frankrijk. Het zou daar blijven tot 1924, toen de nieuwbouw aan de Bijleveldsingel in gebruik werd genomen. Na 1945 zijn de opslagkelders daar verder uitgebreid. Het pand wordt nog steeds gebruikt door het bedrijf.

### 1955 tot heden
In 1955 trad Pieter, de jongste zoon van Nol de Bruijn, toe tot het bedrijf. Onder zijn directie ontwikkelde het bedrijf zich snel. Pieter concludeerde dat het leveren aan de notabelen van Nijmegen onvoldoende resultaat opleverde. Hij besloot daarom de klantenkring uit te breiden met horeca-bedrijven. Na Pieter kwam de directie in handen van zijn zoon Eric, de zevende generatie wijnkopers in het bedrijf. 
In 2022 bestond het bedrijf 250 jaar en is daarmee de oudste zelfstandige wijnkoperij in Nederland.{KVNW} De bedrijfsnaam is in dit jaar gewijzigd in De Bruijn in Wijnen Anno 1772. Tijdens het jubileumjaar kreeg de wijnkoperij de Zilveren Erepenning van de gemeente Nijmegen.{Gelderlander}

## Eigenaren
- Stephan Petrus de Bruijn (1754-1834)
- Petrus Ignatius de Bruijn (1786-1862)
- Leonardus Franciscus de Bruijn (1828-1876)
- Petrus Ignatius Bernardus de Bruijn (1858-1932)
- Arnold Leonard Anton Joseph Marie (Nol) de Bruijn (1888-1970)
- Petrus Joannes Henricus (Pieter) de Bruijn (1933-2005)
- Eric Jacques Leonard de Bruijn (1968)